# OLTP
OLTP es la sigla en inglés de Procesamiento de Transacciones En Línea (OnLine Transaction Processing). Es un tipo de procesamiento que facilita y administra aplicaciones transaccionales, usualmente para entrada de datos y recuperación y procesamiento de transacciones (gestor transaccional). Los paquetes de software para OLTP se basan en la arquitectura cliente-servidor ya que suelen ser utilizados por empresas con una red informática distribuida.
El término puede parecer ambiguo, ya que puede entenderse "transacción" en el contexto de las "transacciones computacionales" o de las "transacciones en bases de datos". También podría entenderse en términos de transacciones de negocios o comerciales. OLTP también se ha utilizado para referirse a la transformación en la que el sistema responde de inmediato a las peticiones del usuario. Un cajero automático de un banco es un ejemplo de una aplicación de procesamiento de transacciones comerciales.
La tecnología OLTP se utiliza en innumerables aplicaciones, como en banca electrónica, procesamiento de pedidos, comercio electrónico, supermercados o industria.

## Requerimientos
El procesamiento de transacciones en línea cada vez necesita más recursos para las transacciones que se propagan por una red y que pueden integrar a más de una empresa. Por esta razón, el software actual para sistemas OLTP utiliza procesamiento cliente-servidor y software de intermediación (middleware) que permite a las transacciones correr en diferentes plataformas en una red.
En grandes aplicaciones, la eficiencia del OLTP puede depender de lo sofisticado que sea el software de gestión de transacciones (como CICS en plataformas IBM) o de qué tácticas de optimización se utilizan para facilitar la gran cantidad de actualizaciones concurrentes que se pueden producir en una base de datos orientada a OLTP.
En los sistemas de bases de datos descentralizados más exigentes, los programas de intermediación OLTP distribuyen el procesamiento de transacciones entre varios ordenadores en una red. A menudo OLTP se integra en una arquitectura orientada a servicios o en un servicio Web.

## Beneficios
El procesamiento de transacciones en línea tiene dos claros beneficios: la simplicidad y la eficiencia.
Sobre la simplicidad:
- La reducción de la documentación y la obtención de previsiones de ingresos y gastos de forma más rápida y precisa son ejemplos de cómo OLTP hace las cosas más simples para las empresas.
- También proporciona una base concreta para la estabilidad de una organización gracias a las actualizaciones oportunas.
- Otro factor es la simplicidad de permitir a los consumidores la elección de la forma en que desean pagar, por lo que es mucho más atractivo que la de hacer transacciones.

Sobre la eficiencia:
- OLTP amplía la base de consumidores para una organización.
- Los procesos individuales se ejecutan mucho más rápido.

## Inconvenientes
OLTP es una gran herramienta para cualquier organización, aunque en su utilización hay algunas cuestiones en las que se debe pensar ya que pueden suponer un problema: la seguridad y los costes económicos o de tiempo.
Sobre la seguridad:
- Una de las ventajas de OLTP es también un posible problema. La disponibilidad a todo el mundo que estos sistemas ofrecen a las empresas hacen a sus bases de datos mucho más susceptibles a los intrusos y hackers.

Sobre los costes:
- En las transacciones B2B, las empresas deben ir fuera de línea (offline) para completar ciertos pasos de algunos procesos, causando que los compradores y proveedores pierdan algunos de los beneficios de eficiencia que el sistema proporciona.
- Tan simple como es un sistema OLTP, la más simple perturbación en el sistema tiene el potencial de causar una gran cantidad de problemas, que a su vez pueden causar una pérdida de tiempo y dinero.
- Otro coste económico es la posibilidad de que se produzcan fallos en el servidor, esto puede causar retrasos en el servicio e incluso la pérdida de gran cantidad de información importante. Para eliminar este riesgo o, al menos, mitigarlo, se debe invertir en mecanismos de seguridad.

## Comparar con ...
- Procesamiento por lotes
- Computación distribuida